# Церковь Христа (Ванне)
Церковь Христа (нем. Christuskirche) — евангелическая церковь в районе Ванне города Херне; неоготическое здание храма было построено в 1886—1887 годах по проекту барменского архитектора Герхарда Августа Фишера (нем. Gerhard August Fischer), являвшимся автором проектов несколько новых церквей в соседнем Бохуме и церкви Святого Бонифация в Херне. 10 апреля 1987 года церковь Христа была внесена в список городских архитектурных памятников (Nr. A 24).